# Le avventure del barone di Münchhausen (romanzo)
Le avventure del barone di Münchhausen è un romanzo in lingua inglese del 1785 scritto dallo scrittore tedesco Rudolf Erich Raspe.
Il romanzo, pubblicato a Londra con il titolo Baron Munchausen's Narrative of his Marvellous Travels and Campaigns in Russia, narra le incredibili avventure del barone di Münchhausen ed è vagamente ispirato alle storie che raccontava Karl Friedrich Hieronymus von Münchhausen, allora ancora in vita, un barone tedesco famoso per i suoi inverosimili racconti.
Il romanzo è stato usato come soggetto per il film del 1988 Le avventure del barone Munchausen diretto da Terry Gilliam.